# پدربزرگ (فیلم ۱۹۹۸)
پدربزرگ (اسپانیایی: El abuelo‎) فیلمی درام از خوزه لوئیس گارسی است که در سال ۱۹۹۸ منتشر شد. از بازیگران آن می‌توان به فرناندو فرنان گومز اشاره کرد.